# Lindingaspis musae
Lindingaspis musae är en insektsart som först beskrevs av Robert Malcolm Laing 1929.  Lindingaspis musae ingår i släktet Lindingaspis och familjen pansarsköldlöss. Inga underarter finns listade i Catalogue of Life.